# Xã Bedford, Quận Coshocton, Ohio
Xã Bedford (tiếng Anh: Bedford Township) là một xã thuộc quận Coshocton, tiểu bang Ohio, Hoa Kỳ. Năm 2010, dân số của xã này là 564 người.